# محمد الحاج حسن
السيد محمد الحاج حسن هو رجل دين لبناني وسياسي معارض لحزب الله ( حزب الشيطان )ولد في العام 1976، وهو مؤسس ورئيس التيار الشيعي الحر الذي يعتبر من ضمن تحالف 14 آذار.

في سن ال17، بدأ دراساته الدينية في مدرسة دينية في بعلبك .
. 

في عام 2006 أسس التيار الشيعي الحر.

وهو أيضا نائب الرئيس والرئيس لمنطقة الشرق الأوسط في مؤسسة إيمان.
ويقيم الآن في أمريكا.
رئيس تحرير موقع www.inn.news الإخباري